# Pierre de Becquerel
Die Pierre de Becquerel (auch La Pierre Druidique – deutsch „Druidensteine“ genannt) sind eine Steinformation in den Wäldern östlich von Périgny im Département Calvados in der Normandie in Frankreich, die als Dolmen gelten.
Der Steinformation steht auf dem Kamm eines Steilhangs mit Blick auf einen Nebenfluss der Druance. Die riesigen Felsen scheinen rechtwinklig geschnitten und durch abnorme Kräfte zusammengefügt zu sein. Überhängende Felsen scheinen der Statik zu trotzen. Zwischen zwei großen Blöcken, die als Träger für einen großen flachen Stein gedient haben können und einen Pseudodolmen gebildet haben, liegt ein Gang. Es wird gesagt, dass der Deckstein des Dolmens in die Schlucht gerollt ist, wo er am Rande des Baches ruht.
Am Fuße des Druidensteins stehen zwei große, alte Eiben, die dem Ort eine geheimnisvollen Atmosphäre verleihen.
Etwa 14 km nordwestlich, bei Jurques liegt der auch als Dolmen bezeichnete La Pierre Dialan, ein weiterer Pseudodolmen.